# Hồ Thằng
Hồ Thằng (11 tháng 1 năm 1918 - 5 tháng 11 năm 2000), là một nhà lý luận triết học Marx-Lenin và sử gia Trung Quốc. Ông là Chủ tịch Viện Khoa học xã hội Trung Quốc từ năm 1985 đến năm 1998, và cũng là Phó Chủ tịch Ủy ban Quốc gia Hội nghị Hiệp thương Chính trị Nhân dân Trung Quốc khóa VII và VIII và là ủy viên Ủy ban Trung ương Đảng Cộng sản Trung Quốc khóa XII.

## Tiểu sử
Hồ Thằng sinh ngày 11 tháng 1 năm 1918 tại Tô Châu, tỉnh Giang Tô. Ông theo học tại khoa triết học của Đại học Bắc Kinh vào năm 1934. Ông bắt đầu tham gia vào các hoạt động cách mạng cộng sản ở Thượng Hải từ năm 1935, chủ yếu trong các hoạt động văn hóa và các chiến dịch kháng chiến do Đảng Cộng sản Trung Quốc dẫn đầu chống lại Nhật Bản. Sau khi cuộc chiến tranh Trung-Nhật lần thứ hai nổ ra vào năm 1937, ông chuyển đến Hoa Trung và gia nhập Đảng Cộng sản Trung Quốc. Từ năm 17 đến 30 tuổi, ông đã viết rất nhiều bài báo cho các tờ báo và tạp chí cộng sản và các bài báo xuất bản khác, tổng cộng hơn 1 triệu chữ Trung Quốc và có tác động lớn đến tư tưởng và văn hóa cũng như trí thức trẻ.
Ông chịu trách nhiệm nghiên cứu lý thuyết và công khai của Đảng trong một thời gian dài sau khi Cộng hòa Nhân dân Trung Hoa được thành lập vào năm 1949. Ông cũng viết một số tác phẩm lớn về lịch sử Trung Quốc và Đảng Cộng sản Trung Quốc. Ông là Chủ tịch Viện Khoa học xã hội Trung Quốc từ 1985 đến 1998. Ông là một người cởi mở, khiêm tốn và sống một cuộc sống đơn giản. Năm 1996, ông tặng hầu hết các cuốn sách của mình cho một thư viện ở tỉnh Hồ Bắc và thành lập một quỹ để trao giải trí thức trẻ xuất sắc.
Năm 1975, ông được bổ nhiệm làm một trong những người phụ trách nghiên cứu ở Quốc vụ viện Cộng hòa Nhân dân Trung Hoa và tham gia vào công việc lãnh đạo Nhóm Công tác được lựa chọn bởi Mao Trạch Đông. Sau Cách mạng Văn hóa, ông là Phó Giám đốc Văn phòng Ban biên tập Mao Trạch Đông và Phó Giám đốc Văn phòng Nghiên cứu Văn học Trung ương. Năm 1982, ông là người chịu trách nhiệm nghiên cứu về lịch sử của Đảng Cộng sản Trung Quốc và soạn thảo "Nghị quyết về một số vấn đề lịch sử kể từ khi thành lập Đảng" và "Hiến pháp Cộng hòa nhân dân Trung Hoa" mới.
Ông trở thành Ủy viên Ủy ban Trung ương Đảng Cộng sản Trung Quốc khóa XII từ năm 1982 đến năm 1987. Năm 1988, ông trở thành Phó Chủ tịch Ủy ban Quốc gia Hội nghị Hiệp thương Chính trị Nhân dân Trung Quốc khóa VII. Ông phục vụ cho nhiệm kỳ thứ hai và đã nghỉ hưu từ năm 1998. Ông cũng là phó chủ tịch Ủy ban Soạn thảo Luật Cơ bản Hồng Kông, chịu trách nhiệm soạn thảo Luật Cơ bản Hồng Kông, hiến pháp đặc khu hành chính Hồng Kông sau khi được giao cho Trung Quốc năm 1997.
Khi ông trở thành bệnh nặng, Đảng cấp cao và các quan chức chính phủ, bao gồm Lý Bằng, Chu Dung Cơ, Lý Thụy Hoàn, Úy Kiện Hành và Lý Lam Thanh, đã đến thăm ông trong bệnh viện.
Ông qua đời vào ngày 5 tháng 11 năm 2000 ở Thượng Hải ở tuổi 82. Được ủy ban Trung ương ủy nhiệm, Phó Chủ tịch nước Hồ Cẩm Đào đã đến Thượng Hải để tiễn biệt và truyền đạt với các thành viên gia đình ông về sự quan tâm của Tổng Bí thư Giang Trạch Dân và các thành viên khác của Ủy ban Thường vụ Bộ Chính trị của Uỷ ban Trung ương Đảng.